# Libuše Domanínská
Libuše Domanínská (4. července 1924 Brno-Královo Pole – 2. února 2021 Hodonín), vlastním jménem Libuše Klobásková, provdaná Vyčichlová, byla česká operní pěvkyně, sopranistka lyrického a mladodramatického oboru s tvořivým, kultivovaným hlasem. Je známá ze svých četných koncertních vystoupení v Brně, Vídni, Praze a mnoha dalších měst i států. V Státním divadle v Brně hrála a zpívala 10 let, v opeře Národního divadla 35 roků. Nahrávky jejích písní jsou zachyceny na gramofonových deskách Supraphonu, v archivech Československého rozhlasu i televize. Umělecké jméno si zvolila podle Domanína na Moravě, rodiště svých rodičů a místa, kde se vdala.

## Životopis

### Rodina
Oba rodiče pocházeli z jižní Moravy, z obce Domanín. Svatbu měli v blízkém Bzenci, v tamní sokolovně 16. července 1922. Otec František měl za sebou mnohaleté zajetí během první světové války, pracoval pak jako inspektor vinné kontroly. Matka se jmenovala Marie, rozená Kolmašová. Měli spolu tři děti, Drahomíru (* 25. dubna 1923), o rok později Libuši a za dalších deset let syna Zdeňka.

### Mládí a studium
Jako dítě chodila do baletu, ráda recitovala a brzy měla možnost zpívat v rozhlase, či v Lánech prezidentu Masarykovi. Naučila se hře na klavír. Na gymnáziu začala studovat v Košicích, kam se jejich rodina kvůli změně otcova zaměstnání na několik let přestěhovala. V Košicích získala první uznání a titul Košického skřivánka. Pak se rodina vrátila na Moravu a pokračovala ve studiu na gymnáziu v Brně. V tomto období ji základům zpěvu učila sopranistka Anna Hnátková, manželka vyučujícího profesora Hnátka. Gymnázium kvůli prospěchu v kvintě opustila.
V roce 1939 se pokusila dostat poprvé na brněnskou konzervatoř, kvůli věku přijata nebyla. Rok se učila základům zpěvu u paní Škárové a přihlásila se znovu. To jí bylo 16 let. Zde se jí v prvním ročníku ujala profesorka Hana Pírková (sopranistka z opery Státního divadla v Brně, zemřela roku 1944) a později profesor Bohumil Soběský. U něj studium v roce 1946 úspěšně zakončila. Později vzpomínala, že hodiny klavíru během studií na konzervatoři mívala v Janáčkově zahradním domku, ostatní předměty se přednášely v Orlí ulici, v budově bývalého kláštera.

### Válečné období
Během války, dne 15. března 1943 byla totálně nasazená v továrně v rakouském Neunkirchenu a ráda i zde zpívala tamním zajatcům a spolupracovnicím z celé Evropy. Směla odtud jezdit občas domů, do Domanína na dovolenou, za svým snoubencem, později manželem Jaroslavem Vyčichlem. Profesorka Pírková jí upravila učební program, aby nemusela studium na konzervatoři nastavovat. V roce 1944, v době kdy byla i posluchačkou čtvrtého ročníku konzervatoře, s ním jela do Prahy, kde měl maminku. Tehdy mu vyslovila svou touhu, dostat se do Národního divadla. Aby se dostala z nasazení v továrně, nabídl jí angažmá v divadle dirigent Jaroslav Vogel, jenže divadla nacisté uzavřeli a tak se raději vdala. Ráda na svatební obřad v Bzenci – (Husův sbor) vzpomínala, měla jej v uherskohradišťském černožlutém kroji.
Svatbou získala tak příjmení Vyčichlová. Když později při jednom z vystoupení, kde zpívala pod jménem Klobásková – Vyčichlová zaslechla vůči jménu posměšky, rozhodla se vystupovat pod pseudonymem Domanínská. Pro něj se rozhodla proto, že se zde vdala a odtud pocházeli její rodiče.

### Po válce v Brně

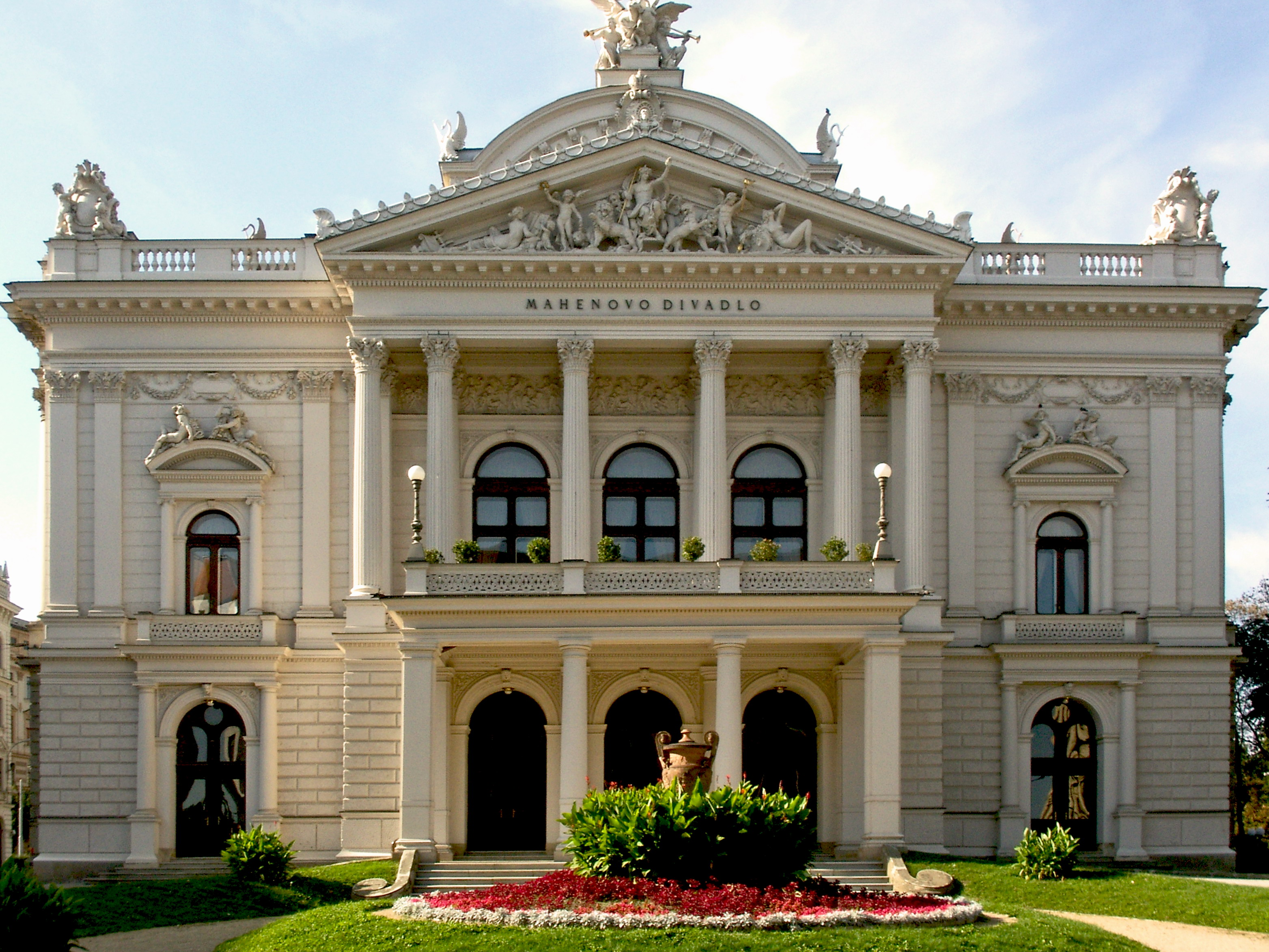
Mahenovo divadlo v Brně

Krátce po osvobození naší vlasti – 1. srpna 1945 podepsala smlouvu s brněnskou operou, kde působila v letech 1945 až 1954 a kde nastudovala a zpívala 40 různých rolí v 800 představeních. Ještě jako posluchačka konzervatoře měla na tamním jevišti 11. října 1945 své první pěvecké vystoupení v roli Blaženky ve Smetanově Tajemství. V té době soubor vedl Antonín Balatka a ředitelem divadla byl E. F. Burian. Tehdy se jmenovalo Státní divadlo, nyní Národní divadlo Brno. Vystoupení nové zpěvačky kritika přijala velice příznivě ať již pro pěvecké kvality, tak její mladistvý vzhled. Právě zde již vystoupila jako Libuše Domanínská. Dne 7. června 1946 končila úspěšně studium na konzervatoři a zároveň měla absolventské vystoupení v roli Vendulky v Hubičce od Bedřicha Smetany. V závěru svých studií se jí věnovala profesorka, sólistka opery Marie Řezníčková, s níž často po dlouhé roky zpívala na pódiích. V roce 1945 Libuše absolvovala v brněnské opeře 21 vystoupení, mimo zmiňované Blaženky zpívala roli Terinky. Poslední „rozlučkovou“ rolí v zaplněném brněnském divadle byla 16. dubna 1955 Rusalka od Antonína Dvořáka.

### Národní divadlo v Praze

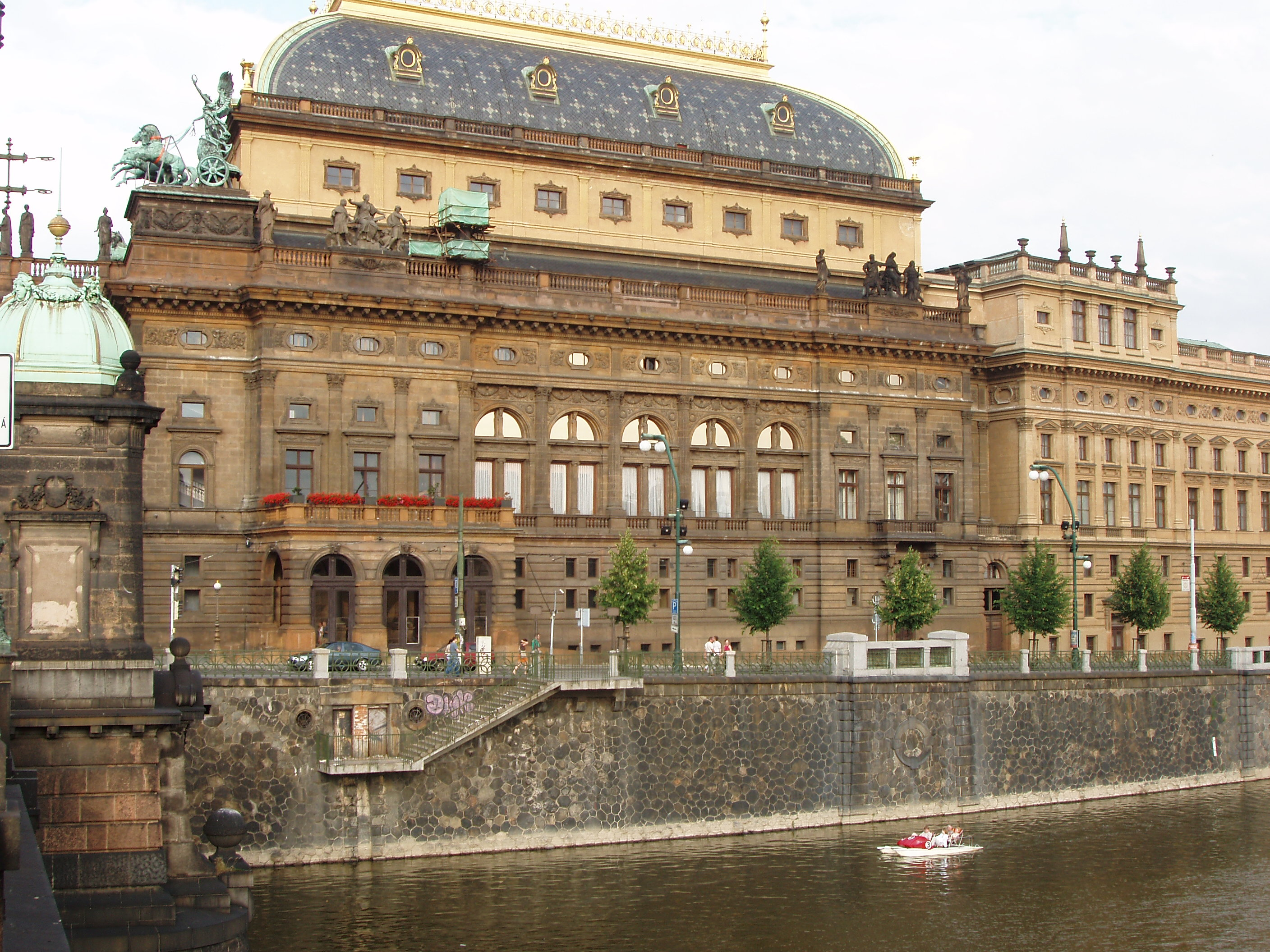
Národní divadlo v Praze

Domanínská byla do roku 1955 v Brně operní hvězdou. Stejný status získala v Praze v Národním divadle, kde zpívala v letech 1955 až 1990. K jejímu odchodu do Prahy došlo tak, že operní soubor Národního divadla chystal zájezd vlakem do Moskvy, a jeho vedení chtělo odcestovat a vystupovat v Sovětském svazu v reprezentativním složení. Proto se obrátili na Libuši Domanínskou s nabídkou, aby jela s nimi. Bylo jí zároveň nabídnuto i stálé angažmá, a ač se s Brnem loučila nerada a mnozí přátelé jí odchod zazlívali, přijala je. Na zájezdu v Moskvě zpívala postavu Jenůfy v Její pastorkyni od Leoše Janáčka v tamním divadle Stanislavského a Němiroviče-Dančenka. Tuto roli hrála také poprvé v lednu 1955 v samotném pražském Národním divadle po návratu do Prahy. Přišla sem jako vyzrálá umělkyně, proto také zpívala hlavní role. Kritiky v tehdejším tisku byly vesměs velice příznivé.

### Zahraniční vystoupení

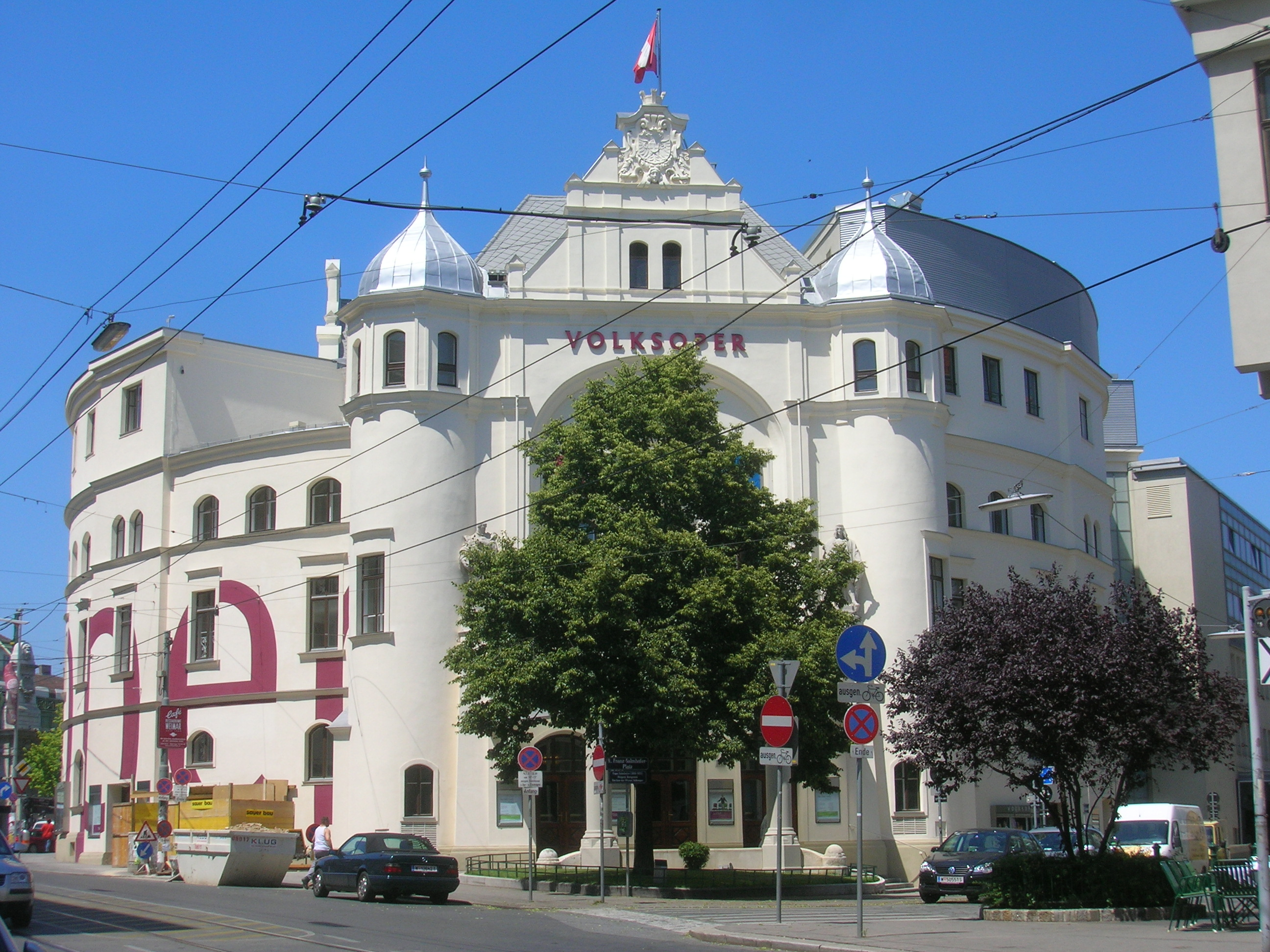
Volksoper ve Vídni

Se souborem opery Národního divadla začala jezdit do zahraničí, také do tzv. západních zemí. Roku 1958 byla na Světové výstavě v Bruselu, i tam zpívala Jenůfu v Její pastorkyni. O rok později spolu s řadou sólistů absolvovala umělecký zájezd na Holandský festival. Soubor vystupoval v Amsterdamu, Rotterdamu a Haagu, ona sama zpívala hlavní roli v Kátě Kabanové. V roce 1960 vystoupila na Festivalu Jeana Sibelia ve finských Helsinkách a roku 1964 v Edinburghu. Byla hostem brněnského Státního divadla na jeho zájezdu v roce 1965 do Barcelony, a zpívala i v Lipsku v tehdejší NDR. V roce 1968 účinkovala na operních scénách v italských městech Reggio Emilia, Bologna a Brescia. Ještě téhož roku pak zpívala Káťu Kabanovou se souborem ND v Teatro Colón v argentinském hlavním městě Buenos Aires. V roce 1969 hostovala v belgickém Gentu a opět v Bruselu.
Domanínská také často vystupovala ve Vídni. Poprvé zpívala na tamní Volksoper v němčině roku 1959 hlavní roli Abigail v opeře Nabucco od Giuseppe Verdiho, kterou jí nabídl (ač ji neznal) italský dirigent Arteo Quardi. Po úspěšném vystoupení a příznivých kritikách v rakouském tisku sem jezdila zpívat tuto roli až do roku 1964, měla zde téměř stovku repríz.

### Rodinné zázemí
Její manžel (zemřel roku 1977 ve svých 57 letech) ač neměl hudební vzdělání, ji podporoval a byl často na jejích koncertech v hledišti. V roce 1951 byl jako příznivec Sokola, prezidentů Masaryka a Beneše vězněn a po propuštění směl dělat jen pomocného baliče zboží v módních závodech. To bylo nepříjemné období i pro ni. V divadle se jí tehdy zastal dirigent František Jílek.
Později byl manžel úředníkem. Pořídili si chalupu v Krkonoších, kam za nimi často jezdívali s rodinami kolegové z opery Národního divadla, Beno Blachut, Ivo Žídek. Přátelila se i s dalšími kolegy – Eduardem Hakenem, Marií Podvalovou.

### Více ze života
Angažovala se v mírovém hnutí, tehdejších organizacích Svaz československých dramatických umělců a Svaz československých skladatelů a koncertních umělců.
V letech 1974 až 1978 učila mladé zpěvačky na Pražské konzervatoři. Pak žila střídavě v Praze a u svého bratra na Moravě.
Vyznávala tato životní kréda: Žít bez závisti, chápat bolest druhých a pomáhat mladým pěvkyním.

## Repertoár
Při volbě svého repertoáru upřednostňovala skladby od Bedřicha Smetany, Antonína Dvořáka a Leoše Janáčka, zpívala své role i v operách jiných autorů, v různém nastudování, na scénách mnoha divadel. Zpívala také řadu rolí poplatných době.

### Seznam nazpívaných rolí pro divadelní scénu
Výčet je řazen chronologicky podle známého roku prvního vystoupení:
| Autor                               | Opera                           | Role              | Místo, rok                                                                     |
| ----------------------------------- | ------------------------------- | ----------------- | ------------------------------------------------------------------------------ |
| Bedřich Smetana                     | Tajemství                       | Blaženka          | Zpívala poprvé v Brně v roce 1945                                              |
| Antonín Dvořák                      | Jakobín                         | Terinka           | Zpívala poprvé v Brně v roce 1945, znovu později v Národním divadle v Praze    |
| Bedřich Smetana                     | Hubička                         | Vendulka          | Poprvé v Brně roku 1946, později také v Národním divadle v Praze               |
| Bedřich Smetana                     | Hubička                         | Barče             | Poprvé v Brně roku 1946                                                        |
| Bedřich Smetana                     | Prodaná nevěsta                 | Mařenka           | Poprvé v Brně roku 1946, později v Národním v Praze                            |
| Giacomo Puccini                     | Gianni Schicchi                 | Lauretta          | Poprvé v Brně roku 1946                                                        |
| Vilém Blodek                        | V studni                        | Lidunka           | Poprvé v Brně roku 1946                                                        |
| Karel Kovařovic                     | Psohlavci                       | Hančí             | Poprvé v Brně roku 1946                                                        |
| Georges Bizet                       | Carmen                          | Micaela           | Poprvé v Brně roku 1946, znovu na scéně Národního divadla v Praze              |
| Giacomo Puccini                     | Madam Butterfly                 | Čo-Čo-San         | Poprvé v Brně roku 1946, o řadu let později na scéně Národního divadla v Praze |
| Bedřich Smetana                     | Libuše                          | Krasava           | Poprvé v Brně roku 1946, později i v Národním divadle v Praze                  |
| Bedřich Smetana                     | Dvě vdovy                       | Anežka            | Poprvé v Brně roku 1946                                                        |
| Bedřich Smetana                     | Dvě vdovy                       | Karolína          | Poprvé v Brně roku 1946                                                        |
| Leoš Janáček                        | Příhody lišky Bystroušky        | lišák Zlatohříbek | Poprvé v Brně roku 1947, opakovaně později v Národním divadle v Praze          |
| Antonín Dvořák                      | Rusalka                         | Rusalka           | Poprvé v Brně roku 1947, později v Národním divadle v Praze                    |
| Giacomo Puccini                     | Bohéma                          | Mimi              | Poprvé v Brně roku 1947                                                        |
| Charles Gounod                      | Faust a Markéta                 | Markéta           | Poprvé v Brně roku 1947                                                        |
| Bedřich Smetana                     | Dalibor                         | Jitka             | Poprvé v Brně roku 1947, později také v ND Praha                               |
| Wolfgang Amadeus Mozart             | Figarova svatba                 | Hraběnka          | Poprvé v Brně roku 1948                                                        |
| Leoš Janáček                        | Z mrtvého domu                  | Aljeja            | Poprvé v Brně roku 1948                                                        |
| Zdeněk Fibich                       | Šárka                           | Libyna            | Poprvé v Brně roku 1948, později i v Národním divadle v Praze                  |
| Giuseppe Verdi                      | Aida                            | Kněžka            | Poprvé v Brně roku 1948, později i na scéně Národního divadla v Praze          |
| Bedřich Smetana                     | Braniboři v Čechách             | Ludiše            | Poprvé v Brně roku 1948, znovu v ND Praha                                      |
| Antonín Dvořák                      | Dimitrij                        | Xénie             | Poprvé v Brně roku 1949                                                        |
| Petr Iljič Čajkovskij               | Evžen Oněgin                    | Xénie             | Poprvé v Brně roku 1949                                                        |
| Michail Ivanovič Glinka             | Ruslan a Ludmila                | Gorislava         | Poprvé v Brně roku 1950                                                        |
| Modest Petrovič Musorgskij          | Boris Godunov                   | Xénie             | Poprvé v Brně roku 1951                                                        |
| Modest Musorgskij                   | Boris Godunov                   | Carevič           | Poprvé v Brně roku 1951                                                        |
| Julij Mejtus                        | Mladá garda                     | Ljubka            | Poprvé v Brně roku 1951                                                        |
| Leoš Janáček                        | Její pastorkyňa                 | Jenůfa            | Poprvé v Brně roku 1952, později na scéně Národního divadla v Praze            |
| Leoš Janáček                        | Káťa Kabanová                   | Káťa              | Poprvé v Brně roku 1953, znovu později na scéně Národního divadla v Praze      |
| Leoš Janáček                        | Výlety pana Broučka             | Málinka           | Poprvé v Brně roku 1953                                                        |
| Leoš Janáček                        | Výlety pana Broučka             | Etherea           | Poprvé v Brně roku 1953                                                        |
| Leoš Janáček                        | Výlety pana Broučka             | Kunka             | Poprvé v Brně roku 1953                                                        |
| Dmitrij Kabalevskij                 | Tarasova rodina                 | Nasťa             | Poprvé v Brně roku 1954                                                        |
| Alexandr Porfirjevič Borodin        | Kníže Igor                      | Jaroslavna        | Poprvé v Brně roku 1954                                                        |
| Karel Horký                         | Hejtman Šarovec                 | Vincka            | Poprvé v Brně                                                                  |
| Bedřich Smetana                     | Čertova stěna                   | Katuška           | Poprvé v Brně, znovu později v Národním divadle v Praze                        |
| Otakar Ostrčil                      | Vlasty skon                     | Svatava           | Poprvé v Brně                                                                  |
| Osvald Chlubna                      | Freje pána z Heslova            | pan Zdeněk        | Poprvé v Brně                                                                  |
| Giuseppe Verdi                      | Falstaff                        | Anička            | Poprvé v Brně                                                                  |
| Bedřich Smetana                     | Prodaná nevěsta                 | Ludmila           | Zpívala poprvé v Národním divadle v Praze                                      |
| Bedřich Smetana                     | Tajemství                       | Hospodská         | Zpívala poprvé v Národním divadle v Praze                                      |
| Antonín Dvořák                      | Král a uhlíř                    | Liduška           | Zpívala poprvé v Národním divadle v Praze                                      |
| Antonín Dvořák                      | Jakobín                         | Julie             | Zpívala poprvé v Národním divadle v Praze                                      |
| Antonín Dvořák                      | Čert a Káča                     | Káča              | Zpívala poprvé v Národním divadle v Praze                                      |
| Leoš Janáček                        | Její pastorkyňa                 | Rychtářka         | Poprvé na scéně Národního divadla v Praze                                      |
| Leoš Janáček                        | Věc Makropulos                  | Kristýnka         | Poprvé na scéně Národního divadla v Praze                                      |
| Leoš Janáček                        | Příhody lišky Bystroušky        | Revírníková       | Poprvé v Národním divadle v Praze                                              |
| Josef Bohuslav Foerster             | Eva                             | Eva               | Poprvé v Národním divadle v Praze                                              |
| Boleslav Vomáčka                    | Boleslav I.                     | Běla              | Poprvé v Národním divadle v Praze                                              |
| Jaroslav Doubrava                   | Balada o lásce                  | Kateřina          | Poprvé v Národním divadle v Praze                                              |
| Bohuslav Martinů                    | Hry o Marii                     | Mariken z Niměgue | Poprvé v Národním divadle v Praze                                              |
| Eugen Suchoň                        | Krútňava                        | Žena              | Poprvé v Národním divadle v Praze                                              |
| Eugen Suchoň                        | Krútňava                        | Zalčička          | Poprvé v Národním divadle v Praze                                              |
| Giuseppe Verdi                      | Othello                         | Desdemona         | Poprvé na scéně Národního divadla v Praze                                      |
| Giuseppe Verdi                      | Nabucco                         | Abigail           | Zpívala ve Vídni a na scéně Národního divadla v Praze                          |
| Wolfgang Amadeus Mozart             | Kouzelná flétna                 | První dáma        | Poprvé na scéně Národního divadla v Praze                                      |
| Wolfgang Amadeus Mozart             | Così fan tutte                  | Fiordiligi        | Poprvé na scéně Národního divadla v Praze                                      |
| Georg Friedrich Händel              | Acis a Galathea                 | Galathea          | Poprvé na scéně Národního divadla v Praze                                      |
| Christoph Willibald Gluck           | Orfeus a Eurydika               | Eurydika          | Poprvé na scéně Národního divadla v Praze                                      |
| Richard Strauss                     | Elektra                         | Chrisosthemis     | Poprvé na scéně Národního divadla v Praze                                      |
| Richard Strauss                     | Arabela                         | Kartářka          | Poprvé na scéně Národního divadla v Praze                                      |
| Carl Maria von Weber                | Čarostřelec                     | Agáta             | Poprvé na scéně Národního divadla v Praze                                      |
| Richard Wagner                      | Valkýra                         | Waltraute         | Poprvé na scéně Národního divadla v Praze                                      |
| Jaques Offenbach                    | Hoffmannovy povídky             | Giulietta         | Poprvé na scéně Národního divadla v Praze                                      |
| Modest Musorgskij                   | Boris Godunov                   | Xénie             | Poprvé v Praze, v Národním divadle                                             |
| Nikolaj Andrejevič Rimskij-Korsakov | Pohádka o caru Sultánovi        | Militrisa         | Poprvé na scéně Národního divadla v Praze                                      |
| Petr Iljič Čajkovskij               | Evžen Oněgin                    | Larina            | Poprvé na scéně Národního divadla v Praze                                      |
| Petr Iljič Čajkovskij               | Piková dáma                     | Eliza             | Poprvé na scéně Národního divadla v Praze                                      |
| Sergej Prokofjev                    | Příběh opravdového člověka      | Varja             | Poprvé na scéně Národního divadla v Praze                                      |
| Sergej Prokofjev                    | Vojna a mír                     | Paní Peronská     | Poprvé na scéně Národního divadla v Praze                                      |
| Mark Karminskij                     | Deset dnů, které otřásly světem | Bolševička        | Poprvé na scéně Národního divadla v Praze v roce 1972                          |

## Rozhlas, televize, film, gramodesky

### Účinkování v rozhlasu
V archivech Československého rozhlasu je uschováno přes 80 nahrávek pořízených v letech 1948 až 1979. Jsou mezi nimi záznamy z vystoupení Státního divadla v Brně či Národního z Prahy, během nichž měla svůj výstup, jiné nazpívala sólově pouze pro rozhlas. Káťu Kabanovou pro brněnský rozhlas nazpívala rok před prvním vystoupením v divadle. Vystoupení byla zpočátku pouze „živá“, až později ze záznamů. Uschované archivní snímky jsou skladby od 44 autorů z celého světa a jsou mezi nimi tytéž písně nazpívané v různém období její kariéry..

### Nahrávky pro film
Nazpívala za českou herečku Janu Rybářovou příslušnou část její role ve filmu Dalibor z roku 1956.

### Účinkování v televizi
Byla historicky první operní pěvkyní 25. února 1955 na obrazovce Československé televize v přímém přenosu z Rudolfina v Praze. O rok později v živém vysílání ČT zpívala roli Giulietty od J. Offenbacha.

### Gramofonové desky
Vystoupení Domanínské jsou zachycena na 28 gramofonových deskách vydaných Supraphonem. Je na nich zaznamenány písně v doprovodu různých orchestrů (např. Studiový orchestr Československého rozhlasu, Orchestr Národního divadla, Orchestr Smetanova divadla, FOK, Státní filharmonie Brno), některé jsou studiové nahrávky, jiné záznamy divadelních vystoupení, či pořízené bez přítomnosti posluchačů.

## Ocenění
V prosinci 1956 obdržela vyznamenání Za vynikající práci, roku 1966 získala titul zasloužilá umělkyně a nejvyšší vyznamenání – titul národní umělkyně převzala 30. dubna 1974.
Při udělování Cen Thálie od Herecké asociace v roce 1997 za předcházející rok získala toto ocenění v oboru Opera v kategorii Za celoživotní mistrovství.